# 6,5 × 55 mm Mauser
Développée à partir de 1891, la munition de 6,5 × 55 mm Mauser fut réglementaire en 1894 pour la Norvège (où elle est nommée 6,5 mm Krag et utilisée dans le fusil Krag-Jorgensen) et en Suède (pour le Gewehr 96 et les mitrailleuses jusque dans les années 1950). Finalement elle deviendra la 6,5 × 55 mm Mauser.
Elle possède un étui à gorge et elle est chargée avec de la poudre sans fumée. En Amérique du Nord elle est extrêmement populaire pour la chasse au cerf de Virginie, à l'ours noir et à l'élan (orignal). Avec une balle de 10,37 g (160 grains) elle est assez puissante pour la plupart des gros gibiers. Elle est aussi très populaire pour le tir à la cible et démontre sa très grande précision à des distances très élevées. Aussi, au Canada, il y a, depuis les années 1960 et jusqu'à ce jour, une explosion de vente de ce calibre dans les modèles Husqvarna (en) militaire et sportif. Winchester a vendu, dans le modèle 70 featherweight, une carabine chambrée pour ce calibre. À ce jour, en Amérique, on retrouve ce calibre dans les modèles européens tel que Tikka et Husqvarna (en).
La plupart des grands manufacturiers de cartouches offrent ce calibre dans leurs munitions, autant en Europe qu'en Amérique. Une large gamme de balles est proposée aux personnes qui rechargent ce calibre. Les balles ont un poids de 5,5 g (85 grains) à 10,37 g (160 grains). Ces balles ont un coefficient balistique (en) très élevé allant de .265 pour un 5,5 g (85 grains), et pour un 9,20 g (142 grains balle de compétition) de .595, ce qui est très élevé. C'est le secret de sa grande réussite au tir de compétition.

## Données numériques
- diamètre de la balle : 6,5 mm (0,264 pouce)
- Masse de la balle : 10,1 g (156 grains)
- Masse de la cartouche : 23,5 g
- Longueur de l'étui : 55 mm
- Longueur de la cartouche : 80 mm
- Charge : 2,3 g de nitrocellulose (40 grains de H-4064)

## Balistique
- Vitesse initiale : 769 m/s pour une balle de 10,37 g (160 grains) à la bouche du canon.
- Énergie : 3068 joules pour une balle de 10,37 g (160 grains) à la bouche du canon.
- Vitesse à 100 m : 683 m/s toujours pour une balle de 10,37 g (160 grains).
- Énergie à 100 m : 2 420 joules toujours pour une balle de 10,37 g (160 grains).

## Armes norvégiennes
C'est le calibre des Krag-Jørgensen suivants :
- Les carabine de cavalerie M1895 et carabine d'artillerie de montagne et du génie M1897
- Les carabines du génie M1904 et carabine d'artillerie de campagne M1907
- La M1906 Guttekarabin
- Le M1912 - M1912/16 - M1912/18 "fusil court"
- Le fusil de précision M1923
- Le fusil de précision M1925
- Le fusil de précision M1930